# Руф Максим Абрамович
Макси́м Абра́мович Руф (*18 вересня 1902 — †1 січня 1971) — радянський театральний актор, кінорежисер і режисер дубляжу єврейського походження.

## Біографія
Народився 18 вересня 1902 року у місті Шавель Шавельського повіту Ковенської губернії Російської імперії (тепер — місто Шяуляй в Литві), у сім'ї провізора Абрама Шмуелевича Руфа (*1861 — †1911), уродженця міста Ковно, та Ревеки Ізраїлівни (Ісидоровни) Верблунської. 
У 1915 році, разом з матір'ю та братами — Юхимом і Наумом — виселений з прифронтової смуги. У 1921 році — сім'я повернулась до Шавеля. 
З 1919 року — працював у Петрограді актором у театрах.
З 1922 року — навчався на режисерському відділенні ленінградського Інституту сценічних мистецтв. Після двох років навчання — перевівся на акторське відділення цього ж інституту, яке закінчив — у 1924 році.
Працював другим режисером і режисером дубляжу на кіностудії «Ленфільм».
У 1937 році, разом з режисером Геннадієм Казанським, зняв свій дебютний фільм-комедію — «Тайга золота». З Борисом Теніним та Олександром Виноградовим в головних ролях.
У 1941 році — асистент режисера під час зйомок фільму-концерту «Кіноконцерт 1941 року».
Учасник Другої світової війни. Був командиром взводу.
Нагороджений медалями «За оборону Ленінграда» і «За перемогу над Німеччиною у Великій Вітчизняній війні 1941—1945 рр.». Кавалер Ордену Червоної Зірки і Ордену Вітчизняної війни II ступеня.
У 1956 році, разом з режисером Олександром Музілем, зняв драматичний фільм «Одна ніч». З Костянтином Скоробогатовим та Ольгою Лебзак в головних ролях.
У 1958 році — асистент режисера під час зйомок фільму-історичної драми «У дні Жовтня».
У 1959 році зняв музикальну комедію «Сварка в Лукашах». З Леонідом Биковим, Кирилом Лавровим і Сергієм Плотниковим в головних ролях.
Останні роки життя — працював на «Ленфільмі» режисером дубляжу.
Зокрема, був режисером дубляжу болгарської комедії «Будь щаслива, Ані!» (1960), індійського драматичного мюзиклу «Ганга і Джамна» (1961), латвіської драми «День без вечора» (1962), болгарської кримінальної драми «Золотий зуб» (1962), японської комедії «Привіт, малюк!» (1963), естонської драми «Новий нечистий з пекла» (1964), югославської драми «Службове становище» (1964), шведської комедії «Малюк Чорвен, Боцман і Мозес» (1964), узбецького пригодницького фільму «Канатоходці» (1964), киргизької драми «Білі гори» (1964), індійського мелодраматичного мюзиклу «Поема в камені» (1964), польської драми «Слово має прокурор» (1965), шведської комедії «Червен і Крікуша» (1965), узбецької драми «Назустріч совісті» (1964) та інших.
Помер 1 січня 1971 року у Ленінграді.

## Фільмографія
Режисер:
- 1959 — «Сварка в Лукашах»
- 1956 — «Одна ніч» (у дуеті з Олександром Музілем)
- 1937 — «Тайга золота» (у дуеті з Геннадієм Казанським)